# Sitosterolemia
La sitosterolemia, beta-sitosterolemia, Fitoesterolemia, Fitosterolemia o Enfermedad de almacenamiento de esteroles vegetales (MIM 210250) es un raro trastorno metabólico de los lípidos de origen genético autosómico recesivo que se encuadra dentro de las lipidosis, trastornos metabólicos que originan acumulación de lípidos en diferentes partes del organismo.

En 1974, Bhattacharyya y Conner describieron un nuevo trastorno por almacenamiento de lípidos en dos hermanas que presentaban xantomas tendinosos y tuberosos y niveles plasmáticos elevados de fitoesteroles, sitosterol, campesterol y estigmasterol. 

Los pacientes con sitosterolemia tienen niveles plasmáticos marcadamente elevados (0,30 veces) de plasteroles (sitosterol, estigmasterol y campesterol), así como otros esteroles neutros con cadenas laterales modificadas.
Las personas sanas absorben sólo aproximadamente el 5% del promedio de 200 a 300 mg de esteroles vegetales consumidos cada día. Casi todo el sitosterol absorbido se secreta rápidamente en la bilis, de modo que solo quedan trazas de sitosterol y otros esteroles vegetales en la sangre. Por el contrario, los sujetos con sitosterolemia absorben entre el 15 y el 60 % del sitosterol ingerido y excretan solo una fracción en la bilis. Los sujetos sitosterolémicos absorben una mayor fracción de colesterol de la dieta que los sujetos normales y secretan menos colesterol en la bilis.

## Frecuencia
El número de casos diagnosticados en todo el mundo es muy reducido, por lo que está considerada una enfermedad rara. Sólo 80 a 100 individuos con sitosterolemia han sido descritos en la literatura médica. Sin embargo, los investigadores creen que esta condición es probablemente infradiagnosticada porque los casos leves a menudo no llegan a la atención médica. Los estudios sugieren que la prevalencia puede ser de al menos 1 en 50,000 personas. 
Hasta ahora, se han informado 235 (44 %) variantes en ABCG5 y 301 (56 %) variantes en ABCG8 en la base de datos abierta de variaciones de Leiden (LOVD) (https://databases.lovd.nl/shared/genes)

## Herencia

La sitosterolemia es una enfermedad rara con herencia autosómica recesiva en los genes ABCG5 y ABCG8. Se transmite de padres a hijos según un patrón autosómico recesivo, lo que significa que para que un individuo presente la enfermedad debe recibir una copia del gen defectuoso de cada uno de sus dos progenitores.
Los padres de un individuo con una condición autosómica recesiva llevan cada uno una copia del gen mutado, pero por lo general no muestran signos y síntomas de la condición.

## Causas
Los principales factores implicados son un aumento en la absorción intestinal de todos los esteroles, incluidos los procedentes de plantas o fitosteroles, de moluscos y el colesterol, así como una disminución en la eliminación hepática de los mismos. Todo ello conduce a la acumulación en diferentes tejidos de esteroles de origen vegetal como el sitosterol, campesterol y estigmasterol. 

La causa principal de la sitosterolemia es la anomalía en el gen ABCG5 o ABCG8. Estos genes proporcionan instrucciones para producir las dos mitades de una proteína llamada esterolina. Esta proteína está involucrada en la eliminación de esteroles vegetales, que no pueden ser utilizados por las células humanas. Este transporta el colesterol del interior de los enterocitos a la luz intestinal para limitar su absorción. Debido a ello, los niveles de colesterol en el plasma son muy elevados en la sitosterolemia  Los ratones con déficits de ABCG5/ABCG8 tienen sitosterolemia.  El transportador NPC1L1 transporta el colesterol desde la luz intestinal hasta el interior del enterocito. Se ha demostrado que la inactivación genética del transportador NPC1L1 en estos ratones los protege contra la sitosterolemia.

Se han identificado siete mutaciones diferentes en dos genes adyacentes orientados de manera opuesta que codifican nuevos miembros de la familia de transportadores del casete de unión (ABC) del trifosfato de adenosina (ATP) (seis mutaciones en ABCG8 y una en ABCG5) en nueve pacientes con sitosterolemia. Los dos genes se expresan en los niveles más altos en el hígado y el intestino y, en ratones, la alimentación con colesterol regula las expresiones de ambos genes. Estos datos sugieren que ABCG5 y ABCG8 normalmente cooperan para limitar la absorción intestinal y promover la excreción biliar de esteroles, y que las formas mutadas de estos transportadores predisponen a la acumulación de esteroles y la aterosclerosis.

## Síntomas
Los pacientes con sitosterolemia muestran heterogeneidad fenotípica, desde individuos casi asintomáticos hasta aquellos con hipercolesterolemia severa que conduce a aterosclerosis y muerte cardíaca prematura. La enfermedad cardiovascular suele ser grave y la causa más común de muerte en la sitosterolemia. Al igual que con el colesterol, los esteroles vegetales pueden penetrar la pared arterial, inducir la formación de células espumosas y, además, atraer monocitos y aumentar la síntesis de citoquinas proinflamatorias que promueven la progresión de la aterosclerosis. Además, los esteroles vegetales se consideran más sensibles al estrés oxidativo y los productos de oxidación son altamente proinflamatorios y aterogénicos. Sin embargo, los resultados de los estudios sobre la asociación entre los niveles séricos de sitosterol y la aterosclerosis han sido controvertidos.

Los síntomas suelen aparecer en la infancia o la juventud, generalmente antes de los 20 años. Consisten principalmente en acumulaciones de grasa cerca de los tendones (xantomatosis tendinosa) y en los párpados (xantelasma). También existen niveles de colesterol elevados en sangre y enfermedad cardiovascular prematura. Los pacientes no tratados presentan un aumento de mortalidad debido a complicaciones, principalmente enfermedad coronaria e infarto agudo de miocardio.

La sitosterolemia también se caracteriza por episodios hemolíticos, artralgias y artritis. La sitosterolemia comparte varias características clínicas con la bien caracterizada hipercolesterolemia familiar homocigótica, como el desarrollo de xantomas tendinosos en los primeros 10 años de vida y el desarrollo de ateroesclerosis prematura. Sin embargo, a diferencia de los pacientes con hipercolesterolemia familiar homocigótica, los pacientes con sitosterolemia suelen tener niveles de esteroles totales entre normales y moderadamente elevados y niveles muy altos de esteroles vegetales en el plasma. Las manifestaciones hematológicas incluyen anemia hemolítica con estomatocitosis y macrotrombocitopenia. Los eritrocitos de forma anormal (estomatocitosis), la macrotrombocitopenia, la anemia hemolítica y la esplenomegalia pueden verse como hallazgos hematológicos de la sitosterolemia. Estos hallazgos clásicos son causados por la acumulación de esteroles vegetales en los eritrocitos, las membranas plaquetarias y su disfunción. El aumento excesivo de la concentración de esteroles vegetales en las membranas celulares conduce a la pérdida de elasticidad de la membrana, endurecimiento y fácil ruptura. El aumento de esteroles vegetales en la membrana de las plaquetas puede causar sangrado al afectar el tamaño, el número y las funciones de las plaquetas. Los problemas hematológicos en pacientes asintomáticos con sitosterolemia a veces pueden ser el único síntoma clínico.
También ha habido informes de otros signos raros, como retraso del crecimiento y disfunción tiroidea, artritis, enfermedad hepática (hepatoesplenomegalia con función hepática aberrante), estrias angioides en ojos (descrita en la esferocitemia hereditaria ) y enfermedad cardíaca.

## Diagnóstico
Se debe considerar la sitosterolemia en personas que presentan xantomas y niveles elevados de colesterol. Las pruebas de fitosterol y el análisis genético son importantes para la detección temprana. Puede sospecharse cuando aparecen xantomas tendinosos y niveles elevados de colesterol en personas jóvenes. El dato principal para el diagnóstico definitivo es la detección de niveles muy aumentados de esteroles de origen vegetal en sangre (sitosterol). En condiciones normales no alcanzan el 5% del nivel total de esteroles sanguíneos.
El sitosterol es la principal especie de esteroles vegetales, de ahí el nombre de sitosterolemia, aunque muchos otros esteroles vegetales y sus metabolitos (principalmente 5a-estanoles) también están significativamente elevados en el plasma. Por lo tanto, el diagnóstico definitivo de sitosterolemia se realiza mediante la detección de fitoesteroles elevados en el plasma mediante cromatografía líquida de gas capilar o cromatografía líquida de alta resolución. El requerimiento de técnicas especializadas para detectar fitoesteroles en plasma puede conducir a la infradetección de casos de sitosterolemia.

## Tratamiento
El tratamiento de la sitosterolemia puede incluir cambios en la dieta, agentes farmacológicos y/o intervención quirúrgica. Se puede recomendar una dieta baja en esteroles vegetales. Se pueden administrar resinas quelantes de ácidos biliares. Puede estar indicado un bypass ileal. La artritis puede requerir tratamiento. Si está presente, hay que tratar la anemia crónica y/o la trombocitopenia.

Los pacientes con sitosterolemia generalmente responden bien a la dieta que restringe las grasas de origen vegetal, los secuestradores de ácidos biliares (resina de colestiramina y colestipol) y la ezetimibe. Un estudio aleatorizado controlado con placebo en colaboración de múltiples centros de ezetimibe 10 mg/d en pacientes de 10 años o más determinó que ezetimibe fue bien tolerado y eficaz para reducir los niveles de esteroles vegetales en comparación con un placebo. Los niveles de colesterol plasmático, si están elevados, caen dramáticamente en pacientes tratados con ezetimibe. Los niveles de esteroles vegetales en plasma también caen, pero a menudo no a niveles normales.

Las pautas en la dieta son las de eliminar todas las fuentes de grasas vegetales. Para ello hay que evitar todos los alimentos vegetales ricos en grasas, como las aceitunas y los aguacates, eliminar los aceites vegetales, la manteca vegetal y la margarina, eliminar las nueces, las semillas y el chocolate y evite los mariscos. Se permiten productos de cereales sin germen. Se permiten alimentos derivados de fuentes animales con colesterol como esterol dominante.
Sin embargo, incluso con tratamiento, es posible que los niveles de esteroles vegetales no se reduzcan a lo normal.
| CONTENIDO ALTO  | ACEITES      | 800-100 mg | Todos los aceites, margarinas y mantequillas de frutos secos                                                                                           |
| CONTENIDO ALTO  | FRUTOS SECOS | 200-100 mg | Nueces, pistachos, anacardos, almendras |
| CONTENIDO ALTO  | LEGUMBRES    | 160-40     | Soja, adzukis, garbanzos, habas |
| CONTENIDO ALTO  | SEMILLAS     | 700-120    | Sésamo, girasol, mostaza |
| CONTENIDO ALTO  | SNAKS        | 300        | Aperitivos de maíz frito, patatas fritas, galletas, golosinas de coco                                                                                  |
| CONTENIDO MEDIO | ESPECIAS     | 80-40      | Alcaravea, estragón, pimienta, chili, jengibre molido, nuez moscada, mejorana, romero, pimienta, comino, cardamomo, romero                             |
| CONTENIDO MEDIO | SALSAS       | 100        | Mayonesa |
| CONTENIDO BAJO  | VERDURAS     | 40-4       | Lechuga, remolacha, espárragos, coliflor, pepino, boniato, repollo, pimiento, cebollino, perejin, espinaca, apio, patata roja, chalotas, setas shitake |
| CONTENIDO BAJO  | FRUTAS       | 20-2       | Albaricoque, banana, fresa, manzana, cereza, melocotón, melón, pera, ciruela, piña, persimon, uva, sandía                                              |
| CONTENIDO BAJO  | PROTEÍNAS    | 10-0       | Huevo, jamón york, carnes, pescados |
| CONTENIDO BAJO  | SNACKS       | 10-0       | Tortitas de arroz, palomitas de microondas |

## Principales lipidosis
- Enfermedad de Gaucher.
- Enfermedad de Niemann-Pick.
- Enfermedad de Fabry
- Enfermedad de Wolman
- Xantomatosis cerebrotendinosa
- Sitosterolemia
- Enfermedad de Refsum
- Enfermedad de Tay-Sachs
- Leucodistrofia metacromática.[1]